# イレネー記念
イレネー記念（イレネーきねん）は、帯広市が帯広競馬場で開催するばんえい競馬の重賞競走である。ばんえい競馬においては同レースは「生産者の夢」としてばんえい重賞の中でもばんえい記念に次ぎ特別な地位を占めるレースとなっている。
競走名の「イレネー」は、現在につながるばんえい競走馬の礎を築き「ばん馬の父」とも称されている種牡馬（後述）。
北海道知事賞（馬主・生産者）、十勝農業協同組合連合会賞（馬主・調教師・騎手・厩務員）、独立行政法人家畜改良センター十勝牧場賞、農業法人鎌田きのこ株式会社賞（馬主・調教師・騎手・厩務員）。

## 概要
1969年に創設され、デビュー初年度の2歳（明け3歳）世代チャンピオンを決定する重賞競走として定着している。2歳（明け3歳）馬による競走としては唯一、BG1に格付けされた。
施行場は創設時より帯広競馬場で定着しており、他場で施行されたことは一度もない。

### 競走条件・賞金（2025年）
競走条件
出走資格：3歳オープン
ばんえい重量：定量（690kg、牝馬20kg減、騸馬10kg減）
賞金額
1着300万円、2着114万円、3着66万円、4着36万円、5着24万円。

### イレネーについて
競走名の由来となったイレネー（1908年3月14日 - 1928年5月22日）はフランス生まれのペルシュロン種牡馬。父ダミアン、母デース。毛色は青毛、特徴は流星・珠目上・鼻白・後二白・全身刺毛。
1910年、馬政局馬政官の丹下謙吉・土肥原鑑がフランスにて2400円で購入し日本へ輸入されると、十勝種馬牧場（現・家畜改良センター十勝牧場）にて種牡馬として供用された。イレネーは1928年に事故で死亡するまでの18年間に1074頭と交配され、597頭の産駒を出した。そのうち196頭が種牡馬となり、直系子孫363頭まで合わせると559頭が種牡馬となって全道に分布し、5万頭あまりの種雌馬と配合されるなど大正時代から昭和初期にかけて大いに繁栄し、十勝地方における馬産の礎になったといわれている。当時は公認競馬や公営競技としてのばんえい競走は行われておらず、主に軍馬や農耕馬としての需要が中心だった。
こうした功績を称え、1930年には十勝畜産組合が全国でも類を見ない種馬の銅像として、イレネー像を帯広市の十勝公会堂前（現・帯広市西5条南8丁目）に建立。当時の動物彫塑の最高権威として知られていた帝室審査員の池田勇八が、とくにイレネーの体型に酷似すると言われていたイレネーの直仔第28イレネーを参考に製作し、同年8月10日に除幕式が行われた。除幕式の様子を報じた当時の十勝毎日新聞は「来賓800人余り、一般観衆2000人余りが集まった」と伝えている。旧イレネー像は太平洋戦争の戦局悪化に伴う金属供出により1943年に一旦消失したが、1963年に十勝農業協同組合連合会が創立15周年を記念して、帯広競馬場の前庭にイレネー像の再建を決定。当初は再度池田勇八に制作を依頼したが、折衝中に池田が急逝したため加藤顕清が製作し、1964年7月27日に除幕式が行われた。

### 馬名を冠したばんえい競馬の競走
イレネー記念は、現在ばんえい競馬で行われている競走では唯一、馬の功績を記念して名前を冠したレースとなっている。
このほか、過去には以下のような重賞・特別競走が行われていた。
- オナシス記念（重賞競走、1985年を最後に廃止）
- タカラコマ記念特別（特別競走、1995年を最後に廃止）
- 二世ロッシーニ記念特別（特別競走、2006年を最後に廃止）[9]

## 歴代優勝馬
- 優勝馬の馬齢は2000年まで旧表記、2001年から現表記。
- 第26回以降は年をまたいだ開催のため、馬齢を1歳加算。

| 回数   | 施行日         | 競馬場 | 天候 | 馬場 水分 | 優勝馬             | 性齢 | ばんえい 重量 | タイム | 優勝騎手   | 管理調教師 |
| ------ | -------------- | ------ | ---- | --------- | ------------------ | ---- | ------------- | ------ | ---------- | ---------- |
| 第1回  | 1969年8月17日  | 帯広   | 晴   | 軽        | シホロイチ         | 牡3  | 510           | 2:52.8 | 早勢厳     | 早瀬厳     |
| 第2回  | 1970年8月1日   | 帯広   | 曇   | 軽        | タカラコマ         | 牡3  | 410           | 2:01.7 | 光富駿一   | 上田吉隆   |
| 第3回  | 1971年8月21日  | 帯広   | 曇   | 軽        | シゲノハラ         | 牡3  | 430（+250）   | 1:39.0 | 光富駿一   | 上田吉隆   |
| 第4回  | 1972年8月20日  | 帯広   | 曇   | 軽        | イシカリハヤテ     | 牡3  | 350（+250）   | 1:38.4 | 中西関松   | 中西関松   |
| 第5回  | 1973年9月22日  | 帯広   | 晴   | 軽        | カチタカラ         | 牡3  | 340（+250）   | 2:03.8 | 三浦忠     | 三浦忠     |
| 第6回  | 1974年9月7日   | 帯広   | 雨   | 4.0%      | タンリユウ         | 牡3  | 400（+250）   | 1:39.9 | 前原芳郎   | 前原芳郎   |
| 第7回  | 1975年9月24日  | 帯広   | 晴   | 2.0%      | アサミドリ         | 牡3  | 390（+250）   | 2:27.0 | 中西開松   | 中西関松   |
| 第8回  | 1976年8月14日  | 帯広   | 曇   | 1.0%      | ダイケツ           | 牡3  | 330（+300）   | 2:32.7 | 喜来光雄   | 喜来光雄   |
| 第9回  | 1977年10月23日 | 帯広   | 晴   | 1.0%      | ハヤホマレ         | 牡3  | 650           | 2:05.6 | 山田勇作   | 林正男     |
| 第10回 | 1978年9月24日  | 帯広   | 晴   | 1.1%      | リユウタカラ       | 牡3  | 640           | 2:25.5 | 木村卓司   | 本沢政一   |
| 第11回 | 1979年11月3日  | 帯広   | 晴   | 1.0%      | ホマレオーザ       | 牡3  | 670           | 2:40.9 | 山田勇作   | 林正男     |
| 第12回 | 1980年8月17日  | 帯広   | 曇   | 4.4%      | ヤマト             | 牡3  | 620           | 1:37.8 | 片平俊悦   | 鵜沼正吉   |
| 第13回 | 1981年11月1日  | 帯広   | 晴   | 2.6%      | シゲノハラニセイ   | 牡3  | 670           | 2:25.7 | 工藤正男   | 谷内二三松 |
| 第14回 | 1982年9月12日  | 帯広   | 曇   | 3.1%      | クロタカ           | 牡3  | 650           | 2:27.5 | 佐伯義則   | 渕上昭一   |
| 第15回 | 1983年11月23日 | 帯広   | 晴   | 3.7%      | トカチヤマ         | 牡3  | 700           | 2:30.0 | 金山明彦   | 長沢豊秋   |
| 第16回 | 1984年7月15日  | 帯広   | 曇   | 5.0%      | ホウシヨウリキ     | 牡3  | 640           | 2:19.3 | 岩本利春   | 松井浩     |
| 第17回 | 1985年11月23日 | 帯広   | 曇   | 7.7%      | ニユーフロンテヤ   | 牡3  | 700           | 1:40.8 | 平田義弘   | 前原芳郎   |
| 第18回 | 1986年10月26日 | 帯広   | 曇   | 5.6%      | チカラトウシヨウ   | 牡3  | 680           | 1:54.3 | 久田守     | 前原芳郎   |
| 第19回 | 1987年8月15日  | 帯広   | 晴   | 0.5%      | キンシヤドー       | 牡3  | 640           | 1:54.3 | 金山明彦   | 尾ヶ瀬富雄 |
| 第20回 | 1988年12月7日  | 帯広   | 晴   | 1.3%      | カゲイサム         | 牡3  | 680           | 2:11.5 | 坂本東一   | 橋本豊     |
| 第21回 | 1989年12月14日 | 帯広   | 曇   | 2.7%      | ダイヤテンリユウ   | 牡3  | 680           | 2:01.5 | 久田守     | 松井浩     |
| 第22回 | 1990年12月23日 | 帯広   | 曇   | 2.5%      | ダイヤコトブキ     | 牝3  | 660           | 2:25.4 | 松井浩文   | 松井浩     |
| 第23回 | 1991年12月17日 | 帯広   | 晴   | 1.3%      | マルゼンダンサー   | 牡3  | 680           | 2:26.2 | 久田守     | 光富駿一   |
| 第24回 | 1992年12月20日 | 帯広   | 雪   | 7.0%      | チカラスピード     | 牡3  | 680           | 1:02.7 | 久田守     | 松井浩     |
| 第25回 | 1993年12月26日 | 帯広   | 曇   | 2.8%      | リキミドリ         | 牡3  | 680           | 1:52.9 | 大河原和雄 | 服部義幸   |
| 第26回 | 1995年1月16日  | 帯広   | 晴   | 2.9%      | チカラセンショー   | 牡4  | 680           | 2:03.3 | 金山明彦   | 門脇税     |
| 第27回 | 1996年1月21日  | 帯広   | 晴   | 4.6%      | サロマオーカン     | 牡4  | 690           | 1:57.6 | 坂本東一   | 長谷功     |
| 第28回 | 1997年1月19日  | 帯広   | 晴   | 3.7%      | クシロキンショウ   | 牡4  | 690           | 2:12.3 | 鈴木勝提   | 鈴木邦哉   |
| 第29回 | 1998年2月1日   | 帯広   | 晴   | 2.8%      | ゴールデンタワ     | 牡4  | 690           | 2:01.6 | 千葉均     | 平田義弘   |
| 第30回 | 1999年1月31日  | 帯広   | 晴   | 3.3%      | アーティガール     | 牝4  | 680           | 1:51.5 | 藤本匠     | 古田覚造   |
| 第31回 | 2000年1月30日  | 帯広   | 雪   | 4.1%      | スミヨシセンショー | 牡4  | 700           | 1:51.8 | 山本正彦   | 岡田定一   |
| 第32回 | 2001年2月11日  | 帯広   | 晴   | 1.6%      | キンセイウン       | 牡3  | 700           | 1:51.8 | 尾ヶ瀬馨   | 尾ヶ瀬富雄 |
| 第33回 | 2002年2月10日  | 帯広   | 晴   | 2.3%      | グレートサンデー   | 牡3  | 710           | 2:14.5 | 岩本利春   | 大友榮司   |
| 第34回 | 2003年2月9日   | 帯広   | 曇   | 4.8%      | エビステンショウ   | 牡3  | 720           | 2:09.1 | 坂本東一   | 梨本照夫   |
| 第35回 | 2004年2月15日  | 帯広   | 曇   | 6.7%      | アオノキセキ       | 牡3  | 720           | 2:09.1 | 大河原和雄 | 宮崎正徳   |
| 第36回 | 2005年2月6日   | 帯広   | 晴   | 1.9%      | カネタマル         | 牡3  | 710           | 3:37.1 | 大河原和雄 | 久田守     |
| 第37回 | 2006年3月19日  | 帯広   | 曇   | 1.6%      | マルミシュンキ     | 牡3  | 680           | 2:33.7 | 松田道明   | 今井茂雅   |
| 第38回 | 2007年3月11日  | 帯広   | 晴   | 5.4%      | カネサリュウ       | 牡3  | 680           | 2:00.1 | 工藤篤     | 村上慎一   |
| 第39回 | 2008年3月9日   | 帯広   | 晴   | 0.8%      | オレワスゴイ       | 牡3  | 670           | 2:34.1 | 安部憲二   | 皆川公二   |
| 第40回 | 2009年3月15日  | 帯広   | 晴   | 4.9%      | キタノタイショウ   | 牡3  | 670           | 1:58.6 | 大河原和雄 | 服部義幸   |
| 第41回 | 2010年3月14日  | 帯広   | 晴   | 2.4%      | テンマデトドケ     | 牡3  | 670           | 1:50.4 | 大河原和雄 | 服部義幸   |
| 第42回 | 2011年3月13日  | 帯広   | 晴   | 0.6%      | ニュータカラコマ   | 牡3  | 670           | 1:50.3 | 藤野俊一   | 岩本利春   |
| 第43回 | 2012年3月11日  | 帯広   | 晴   | 1.7%      | ニシキエーカン     | 牡3  | 670           | 1:40.7 | 鈴木恵介   | 村上慎一   |
| 第44回 | 2013年3月10日  | 帯広   | 晴   | 7.6%      | ショウチシマシタ   | 牡3  | 670           | 1:17.9 | 大河原和雄 | 久田守     |
| 第45回 | 2014年3月9日   | 帯広   | 曇   | 1.7%      | ホクショウマサル   | 牡3  | 690           | 1:54.8 | 阿部武臣   | 坂本東一   |
| 第46回 | 2015年3月8日   | 帯広   | 曇   | 3.1%      | センゴクエース     | 牡3  | 690           | 1:54.1 | 鈴木恵介   | 槻舘重人   |
| 第47回 | 2016年3月6日   | 帯広   | 曇   | 2.6%      | フウジンライデン   | 牡3  | 690           | 2:02.6 | 安部憲二   | 岩本利春   |
| 第48回 | 2017年3月5日   | 帯広   | 晴   | 1.2%      | ホクショウムゲン   | 牡3  | 690           | 1:54.2 | 鈴木恵介   | 服部義幸   |
| 第49回 | 2018年3月4日   | 帯広   | 曇   | 2.0%      | カネサダイマオー   | 牡3  | 690           | 2:08.3 | 藤野俊一   | 松井浩文   |
| 第50回 | 2019年3月3日   | 帯広   | 晴   | 1.0%      | メムロボブサップ   | 牡3  | 690           | 1:58.8 | 阿部武臣   | 坂本東一   |
| 第51回 | 2020年3月7日   | 帯広   | 晴   | 2.0%      | コマサンダイヤ     | 牡3  | 690           | 2:01.5 | 藤野俊一   | 金田勇     |
| 第52回 | 2021年3月20日  | 帯広   | 曇   | 0.8%      | オーシャンウイナー | 牡3  | 690           | 2:02.0 | 菊池一樹   | 中島敏博   |
| 第53回 | 2022年3月19日  | 帯広   | 曇   | 5.3%      | キングフェスタ     | 牡3  | 690           | 1:28.1 | 鈴木恵介   | 小北栄一   |
| 第54回 | 2023年3月19日  | 帯広   | 晴   | 1.5%      | アシュラダイマオー | 牡3  | 690           | 2:10.7 | 西謙一     | 松井浩文   |
| 第55回 | 2024年3月16日  | 帯広   | 晴   | 2.0%      | ライジンサン       | 牡3  | 690           | 2:00.4 | 鈴木恵介   | 大河原和雄 |
| 第56回 | 2025年3月9日   | 帯広   | 晴   | 1.8%      | キョウエイエース   | 牡3  | 690           | 1:52.1 | 菊池一樹   | 村上慎一   |

### 各回競走結果の出典
- イレネー記念 歴代優勝馬（地方競馬全国協会）
- netkeiba.comより（最終閲覧日：2016年3月7日）
  - 1998年、1999年、2000年、2001年、2002年、2003年、2004年、2005年、2006年、2007年、2008年、2009年、2010年、2011年、2012年、2013年、2014年、2015年、2016年
- 競走成績（地方競馬全国協会、最終閲覧日：2016年3月7日）
  - 2015年、2016年

## ほかにばんえい競馬で行われる2歳（明け3歳）馬の重賞
- ナナカマド賞
- ヤングチャンピオンシップ
- 黒ユリ賞
- 翔雲賞